# 伯川德竞争
描述了價格競爭模型，即生产同质产品的寡占厂商可能并不总是以产量作为决策变量进行竞争，也可以以价格作为决策变量的竞争方式。
伯川德模型的结论十分简明，即均衡的结果将是价格等于边际成本。这一结论同完全竞争条件下的结果是一致的，而大大不同于古诺模型。伯川德模型的核心在于不同厂商之间产品是完全替代的，因此哪位寡头的定价更低，则哪位寡头将赢得整个市场，而定价较高者则完全不能得到任何收益，从而亏损。这种“赢家通吃”的市场竞争格局导致寡头之间竞相降价，直至价格等于边际成本——继续的降价行为意味着亏损。
以上是从宏观角度的论证分析，理论前提假设太多，不具有很好的实践应用特征；20世纪90年代后逐渐兴起的实验经济学，成为博弈论的“可证伪”缺陷的救星，同时对新古典关于市场模型进行新解读，伯川德双头垄断模型（Bertrand duopoly model）成为其中之一，为理论提供了微观视角的证据（Microeconomics textbook），将社会规范引入博弈论，是一次非常意义的尝试。